# John Davis (łowca fok)
John Davis (ur. 1784 w Surrey) – amerykański żeglarz i łowca fok, który prawdopodobnie jako pierwszy człowiek w historii stanął na Antarktydzie. Dokonał tego 7 lutego 1821 roku, na wybrzeżu zatoki Hughes Bay, jako kapitan statku Cecilia. Przebywał na kontynencie wraz z załogą przez mniej niż godzinę, po czym odpłynął, ponieważ nie znalazł śladów obecności fok. Davis poprawnie przypuścił, że ląd na którym wylądował to kontynent. Na jego cześć zostało nazwane wybrzeże Davis Coast, na którym wylądował.